# N545 (België)
De N545 is een gewestweg in België tussen Bergen (N50) en Frameries (N546). De weg heeft een lengte van ongeveer 9 kilometer.
De gehele weg bestaat uit twee rijstroken voor beide rijrichtingen samen, alleen in de buurt van Quaregnon bestaat de weg uit 2x2 rijstroken.

## Plaatsen langs N545
- Bergen
- Quaregnon
- Frameries